# Ma Rainey
Gertrude Rainey (nascida Gertrude Pridgett; Columbus, 26 de abril de 1886 – Rome, 22 de dezembro de 1939), mais conhecida como Ma Rainey, foi uma das primeiras cantoras afro-americanas profissionais de blues e uma das primeiras a cantoras do gênero a gravar álbuns. Conhecida como a "mãe do blues", ela fundiu o vaudeville com a autêntica expressão musical do sul dos Estados Unidos, influenciando uma geração de cantores blues.
Gertrude Pridgett começou a se apresentar na adolescência e assumiu o nome "Ma" Rainey após casar-se com Will "Pa" Rainey em 1904. Eles começaram a se apresentar com a Rabbit Foot Minstrels e posteriormente formaram o próprio grupo, Rainey and Rainey, Assassinators of the Blues. Sua primeira gravação foi em 1923. Pelos próximos cinco anos, ela fez mais de cem gravações, incluindo "Bo-Weevil Blues" (1923), "Moonshine Blues" (1923), "See See Rider Blues" (1924), "Ma Rainey's Black Bottom" (1927) e "Soon This Morning" (1927).
Rainey gravou com Thomas Dorsey e Louis Armstrong, e se apresentou com a Georgia Jazz Band. Fez shows até 1935, quando se aposentou quase totalmente da música e seguiu como empresária cinematográfica em Columbus até sua morte quatro anos depois.